# Robin Hahnel
Robin Eric Hahnel (* 25. März 1946) ist Professor für Ökonomie an der American University in Washington, D.C.

## Werk
Hahnel ist Autor einiger Bücher, die sich mit einem nicht-hierarchischen, partizipatorischen Volkswirtschaftssystem befassen. Diese Wirtschaftsordnung soll ohne Hierarchien und Märkte auskommen, da nach Meinung Hahnels die Marktwirtschaft Ungleichheit und Arbeitslosigkeit fördere. 
Die Spezialisierung soll erhalten bleiben, sie wird aber nicht als absolute Kategorie gesehen; die Arbeit soll nicht stumpfsinnig sein, sondern jeder soll einen fairen Anteil an attraktiven und weniger attraktiven Arbeiten zu erledigen haben. Es gibt kein Privateigentum an Produktionsmitteln. Dadurch soll verhindert werden, dass die Macht sich in den Händen relativ weniger Menschen konzentriert.

## Schriften (Auswahl)
- Democratic Economic Planning. Routledge Frontiers of Political Economy. Routledge, London / New York 2021, ISBN 978-1-032-00332-0.

- mit Erik Olin Wright: Alternatives to Capitalism: Proposals for a Democratic Economy, New Left Project 2014.
  - Alternativen zum Kapitalismus. Vorschläge für eine demokratische Ökonomie. Bertz + Fischer, Berlin 2021, ISBN 978-3-86505-734-1.
- The ABC's of Political Economy: A Modern Approach, 2003, ISBN 0745318576.
- mit Michael Albert: The Political Economy of Participatory Economics, Princeton University Press, 1991, ISBN 069100384X.